# Domenico de Zaoli
Domenico de Zaoli (ur. 1638 w Valencii, zm. 1 marca 1722) – włoski duchowny rzymskokatolicki, w latach 1690-1708 biskup Veroli.

## Życiorys
6 marca 1690 został mianowany biskupem Veroli. Sakrę biskupią otrzymał 12 marca 1690, 26 kwietnia 1708 zrezygnował z urzędu. 6 maja 1709 został mianowany arcybiskupem tytularnym Teodozji. Zmarł 1 marca 1722.